# المهدي الباسل
المهدي الباسل  (1987 المغرب) هو لاعب كرة قدم مغربي.

## روابط خارجية
- المهدي الباسل على موقع قاعدة بيانات كرة القدم.إي يو (الإنجليزية)